# آنتونیو چیفاریلو
آنتونیو چیفاریلو (ایتالیایی: Antonio Cifariello؛ ‏ ۱۹ مهٔ ۱۹۳۰ – ۱۲ دسامبر ۱۹۶۸) یک هنرپیشه اهل ایتالیا بود.
از فیلم‌ها یا برنامه‌های تلویزیونی که وی در آن نقش داشته‌است می‌توان به جسیکا، شوهران جوان، نان، عشق و …، دختر خوشگل رم، چرخ‌وفلک ناپل، دکتر آنتونیو و در پارک اتفاق افتاد اشاره کرد.